# Масакр у Макарској
Масакр у Макарској је био ратни злочин над цивилним становништвом шире области Макарске, у области Имотски — Љубушки — Широки Бријег, који је починила Југословенска војска у отаџбини током Другог светског рата. Напад је извео четнички командант Петар Баћовић.

## Ратни злочин
У септембру 1942. године, у време италијанско-четничке операције Албиа против партизана на Биокову, четничке јединице мајора Петра Баћовића су запалиле и потпуно уништиле 17 хрватских села продирући на макарско приморје преко Љубушког и Имотског. Извештавајући о злочинима, Баћовић је писао Михаиловићу да су четници и његове казнене експедиције између Љубушког и Крговца одерали жива три католичка свештеника и да су убијали све мушкарце од 15 година на више.
Петар Баћовић извештава генерала Михаиловића септембра 1942 године:
„Вратио сам се са пута по Херцеговини. Четири наша батаљона, око 900 људи, кренули су 30. августа преко Љубушког, Имотског и Подгоре и избили код Макарске на море. Седамнаест села спаљено, 900 усташа убијено, неколико католичких свештеника живо одрано. Први пут после слоба поболи српску заставу у море и клицали краљу и Дражи. Наши губици минимални."
Генерал Драгољуб Михаиловић је на то одговорио:
„Задовољан сам са вашим извештајем о избијању на море. Искористите ову акцију да се постави сигуран канал за везу са Динарском дивизијом. На овоме каналу поставити наше одреде а поред ових и хрватске одреде којима на чело ставити Хрвате официре који су се раније ставили војводи на расположење.
После овога за најкраће време Ви заједно са динарцима треба да рашчистите просторију између: Мостар — Коњиц — Високо — Травник — Јајце — Ливно, Динарце постаћи на јачи рад и што хитнију организацију и активну борбу против комуниста и усташа.”

## Суђење
О масакру у Макарској је било речи на Београдском процесу четничком вођи генералу Михаиловићу.
Сведок Јосип Равлић из села Козица у близини Макарске је сведочио четничком масакру у његовом селу:
Сведок: Четници су убили у мом селу 86 људи и попалили око 250 до 280 кућа. То је било 1942 године августа. У суседном селу исто је тако било.
Председник: Јесте ли и ви били пристуни?
Сведок: Ја сам био присутан. Био сам ухваћен од њих и везан са још четворицом другова као цивил и сви они су били цивили. Били смо сви везани. Они су пуцали и клали.
Председник: Јесу ли пуцали на вас?
Сведок: Јесу. Они су били мртви а ја сам остао жив. Кад сам ја пошао видео сам да сам рањен у руку.
(...)
Председник: Јесу ли остали незакопани људи?
Сведок: Остали су незакопани. Италијани су касније нешто закопали, а многи су погорели у кућама па су жене после вадиле кости и закопавале.
Председник суда је Михаиловића суочио са Баћовићевим извештајем о злочинима.
Председник: Како то живе људе деру?
Оптужени: Ја у такав извештај нисам веровао, ни у ове бројеве чак не верујем, то је све намештено.
Председник: Ви сте такву депешу примили, јесте ли што предузели да то спречите?
Оптужени: Нисам могао.
У пресуди је генералу Михаиловићу стављен на терет и овај злочин: